# Mont Blanc du Tacul
Le mont Blanc du Tacul est un sommet du massif du Mont-Blanc, situé entre l'aiguille du Midi et le mont Maudit, en Haute-Savoie, culminant à 4 248 mètres. Son épaule (4 028 m) se trouve sur une voie d'accès au mont Blanc.

## Géographie

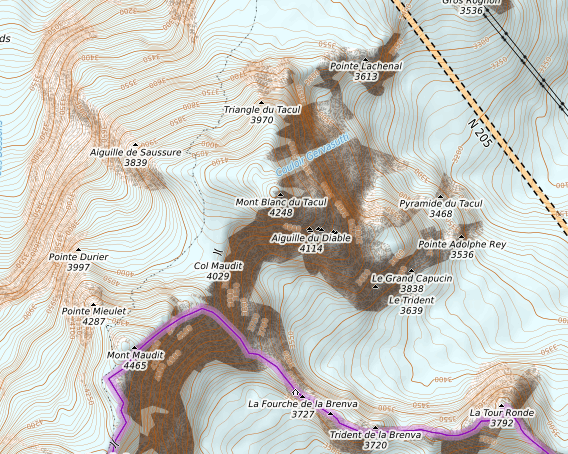
Carte topographique du mont Blanc du Tacul.

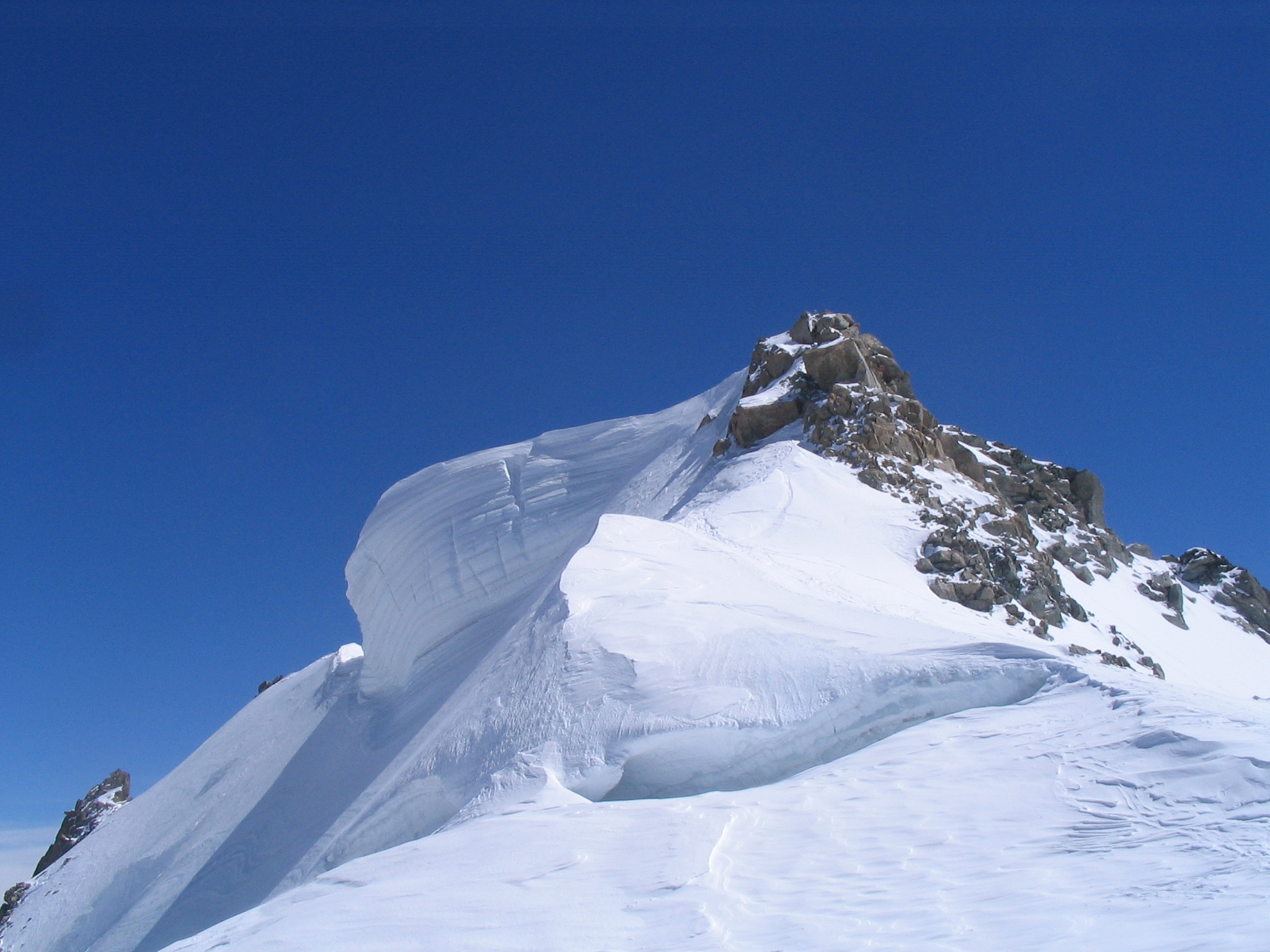
Vue du sommet avec des congères.

Le  mont Blanc du Tacul ressemble à un large trapèze enneigé. Il se situe en Haute-Savoie dans le massif du Mont-Blanc et fait partie des sommets des Alpes de plus de 4 000 mètres d'altitude dont il est le vingt-quatrième plus haut. Au nord du sommet se trouve l'aiguille du Midi, dont il est séparé par le col du Midi (3 518 m), au sud le mont Maudit, dont il est séparé par le col Maudit (4 035 m), à l'est les aiguilles du Diable puis le glacier du Géant et à l'ouest le glacier des Bossons qui monte jusqu’à son sommet. Il possède une cime secondaire, le sommet oriental (4 247 m), qui est la sortie du pilier Gervasutti.
Du sommet du mont Blanc du Tacul, descendent quatre arêtes : l'arête nord, neigeuse qui rejoint le col du Midi, l'arête sud-est (ou arête des aiguilles du Diable), l'arête sud-ouest tombant du mont Maudit et l'arête ouest. L'arête nord-ouest qui est issue de l'arête nord comporte un petit sommet, l'aiguille de Saussure. Sur l'arête qui relie l'arête nord au Gros Rognon, se trouve également la pointe Lachenal, réputée pour son éperon sud-ouest rocheux.
Le mont Blanc du Tacul est composé de granite du mont Blanc. Cette roche plutonique très dure marque fortement sa structure par la présence de nombreux piliers (en particulier dans la face est) d'une grande verticalité.
De même, une série de pyramides granitiques se détachent du flanc est du mont Blanc du Tacul : le Grand Capucin, le Petit Capucin, la pointe Adolphe Rey, le Trident du Tacul et la Pyramide du Tacul.

## Histoire

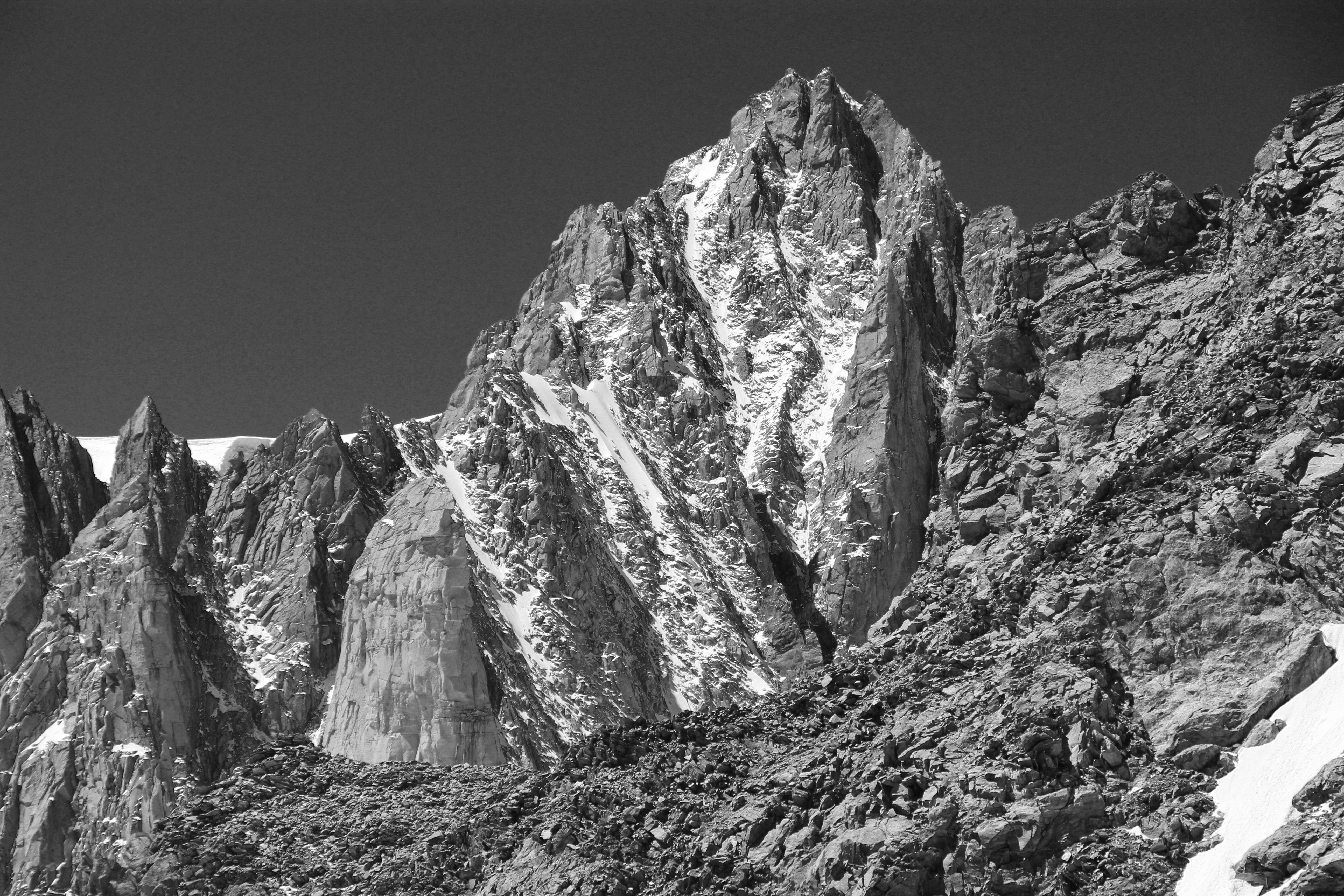
Le mont Blanc du Tacul depuis la pointe Helbronner (face est).

Le sommet du mont Blanc du Tacul a été officiellement gravi pour la première fois le 8 août 1855 par un ou plusieurs membres de l'expédition de Charles Hudson, Edward Shirley Kennedy, Edward John Stevenson, Christopher et James Grenville Smith, Charles Ainslie et G. C. Joad, lors d'une tentative pour atteindre le mont Blanc sans guides, : partis de Courmayeur le matin du 7 août, ils franchirent le col du Géant, traversèrent le glacier du Géant, et bivouaquèrent au Rognon sous l'aiguille du Midi ; le lendemain ils levèrent le camp malgré le mauvais temps : « Nous étions alors juste aux pieds de l'aiguille du Midi et du mont Blanc du Tacul, surplombant le glacier des Bossons. Nous eûmes une dure ascension de trois heures pour gravir la pente de neige, dont la partie la plus raide est près du sommet, dont nous mesurâmes précisément la pente, à 52°, grâce à notre goniomètre. Après avoir franchi par un pont de neige, une crevasse qui coupait la pente dans sa partie la raide, notre homme de tête continua un peu plus loin, et du sommet du mont Blanc du Tacul, aperçut les monts Maudits et le mont Blanc ». Ils renoncèrent alors à poursuivre à cause du temps.
Il est cependant possible que des guides de Courmayeur aient atteint le sommet, lors de tentatives précédentes pour atteindre le sommet du mont Blanc en 1854 et 1855 : les 30 et 31 juillet 1855, une expédition montée par J.H. Ramsay avait atteint par cet itinéraire le mur de la côte, vers 4 404 m d'altitude, sans apparemment prendre la peine de franchir au passage les sommets du Tacul et du mont Maudit.
Les premières ascensions vont ensuite s'enchaîner : 
- 4 août 1928 :  traversée des aiguilles du Diable par Miriam O'Brien et Robert Lindley Murray Underhill, Armand Charlet et Georges Cachat ;
- 1929 : couloir Gervasutti par les Italiens D. Filipi, Piero Ghiglione et Francesco Ravelli ;
- 1934 : voie directe au couloir Gervasutti par Giusto Gervasutti et Renato Chabod ;
- Août 1936 : pilier est-nord-est (pilier Boccalate) par Gabriele Boccalate et Nini Pietrasanta ;
- Années 1950 : couloir Gervasutti en ascension solitaire par Hermann Buhl en deux heures seulement ;
- Années 1960 : quatre voies dans le triangle du Tacul ont été ouvertes par André Contamine [3] ;
- Août 1960 : pilier Martinetti par Marc Martinetti et Christian Mollier[3] ;
- Juin 1964 : couloir Jager par P. Barthélémy et Claude Jager[3] ;
- 1968 : première descente à ski du couloir Gervasutti par Sylvain Saudan[10].

Depuis 1955 et la mise en service du téléphérique de l'Aiguille du Midi, la fréquentation des différents itinéraires d'escalade du mont Blanc du Tacul s'est fortement accrue. De nombreuses voies d'ascension sont devenues des classiques.

## Voies d'ascension
- Voie normale : face nord du mont Blanc du Tacul depuis le col du Midi (PD) notamment empruntée par l'itinéraire dite des « Trois Monts », une des voies normales qui amène au mont Blanc[11]. L'attaque de la voie s'effectue depuis le bassin du col du Midi, lui-même accessible via le téléphérique de l'Aiguille du Midi[12] après une courte marche d'approche.
- Versant nord-est : comporte de nombreux couloirs (Gervasutti, Jager, du Diable, etc.) de niveau difficile (D) et qui sont régulièrement descendus à ski par les amateurs de ski de pente raide[13]. De nombreuses goulottes strient également ses faces dont les plus renommées sont la Gabarrou-Albinoni, la Modica-Noury et le Supercouloir[14]. Il comporte également les piliers Gervasutti[15], Boccalatte ou le pilier des Trois Pointes.
- Versant nord : le triangle du Tacul regorge de goulottes « école », faciles d'accès et très fréquentées[16].
- Traversée des aiguilles du Diable, grande course d'altitude, comporte des passages rocheux (du 4 et du 4+) de la neige et de la glace[17] (escalade mixte).

## Accès

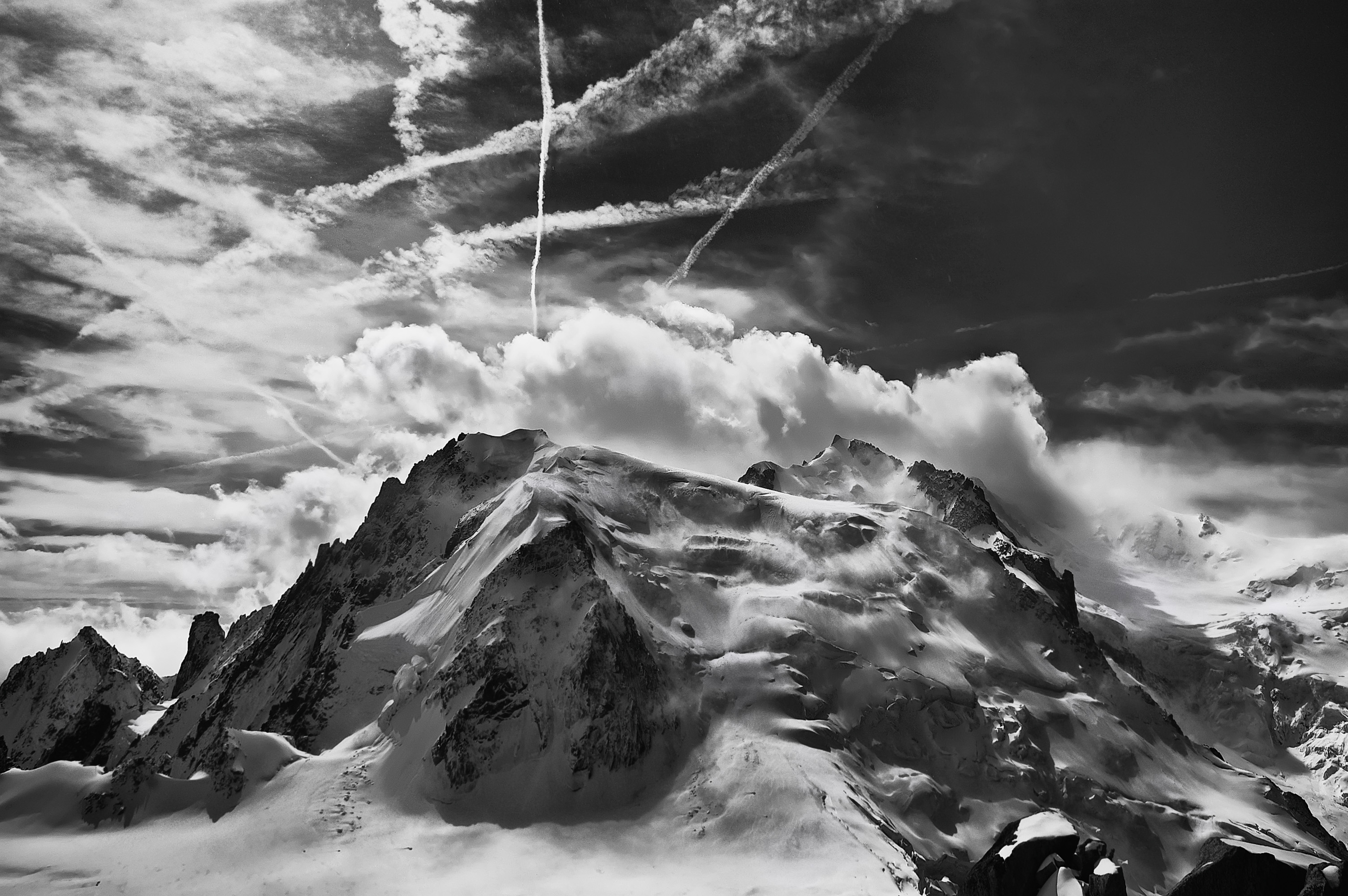
Face Nord du mont Blanc du Tacul depuis l'aiguille du Midi, septembre 2008.

- Téléphérique de l'aiguille du Midi : depuis sa mise en service en 1955, l'accès à la base du mont Blanc du Tacul ne nécessite presque plus aucune marche d'approche.
- Refuge des Cosmiques (3 613 m).
- Refuge Torino (3 375 m).